# BMD–4
A BMD–4 orosz úszóképes lánctalpas deszantharcjármű, melyet 2004-ben rendszeresítettek az Orosz Fegyveres Erőknél. A BMD–3-on alapul, annak továbbfejlesztett változata. Eredetileg BMD–3M volt a típusjelzése. A járművet a Volgográdi Traktorgyár fejlesztette ki, és a Kurganmaszavod vállalat gyártja. A fegyverzetét a KBP fejlesztette és gyártja. 2008-tól készül a modernizált változata, a BMD–4M.